# Regelbau R633

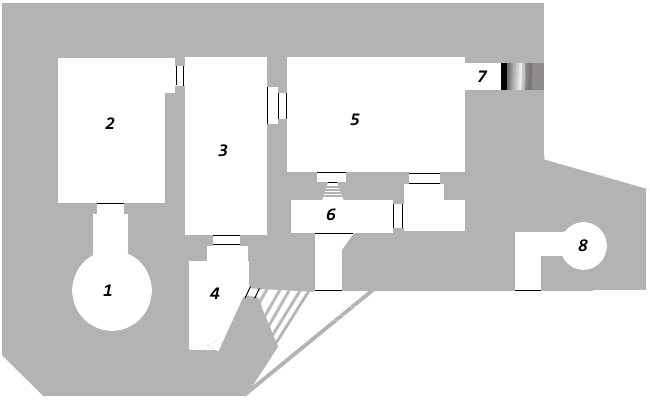
Plan d'une casemate de type Regelbau R633

La casemate de type Regelbau R663 est une casemate répondant au standard Regelbau. Sa mission est d'abriter un mortier de type M19 (de).

## Construction
Le plan de base date de 1942. La mise en chantier nécessite 845 m3 de béton.

## Architecture
Le but de cette casemate est de servir d'abri pour un mortier M19.
La casemate compte six pièces :
1. la chambre des munitions ;
2. la salle des ventilateurs ;
3. la caponnière où est logé le mortier ;
4. la chambre pour les soldats pouvant accueillir neuf hommes[3] ;
5. le sas anti-gaz ;
6. le poste d'observation.

La casemate est entièrement enterrée, seule la coupole du mortier est visible.

## Exemplaire
135 exemplaires auraient été construits.
Deux exemplaires se trouvent sur la presqu'île de Crozon. Une vingtaine se trouve au Danemark.